# Thomas Bateson
Pour les articles homonymes, voir Thomas Bateson (1er baron Deramore) et Bateson.
Thomas Bateson, Batson ou Betson est un compositeur anglais né en 1570 dans le comté de Cheshire et décédé à Dublin en 1630.

## Biographie
En 1599, il est organiste à la cathédrale de Chester jusqu'en 1609. Il est le premier à obtenir un grade musical au Trinity Collège de Dublin, ville dans laquelle il fait carrière. Il est connu pour avoir composé de la musique d'église dont seul l'anthem "Holy, Lord God Almighty" a survécu, mais surtout par ses livres de madrigaux édités à Londres en 1604 et 1618 (58 pièces connues).

## Œuvres
Parmi les madrigaux qu'il compose, on trouve :
- Live not, poor bloom
- Have I found her?
- Upid in a bed of roses